# Китагава, Джонни
Джонни Китагава (яп. ジャニー喜多川, имя при рождении: John Hiromu Kitagawa, 23 октября 1931 года — 9 июля 2019 года) — японский бизнесмен, американского происхождения и менеджер по подбору талантов. Он был наиболее известен как основатель и президент Johnny & Associates, агентства по подбору талантов для многочисленных популярных бойз-бэндов в Японии. Он был рекордсменом Книге рекордов Гиннесса по количеству исполнителей № 1, количеству синглов № 1 и количеству концертов, спродюсированных одним человеком.
Китагава собрал, спродюсировал и руководил более чем дюжиной популярных групп, включая Tanokin Trio, Hey! Say! JUMP, SMAP, Arashi, Kanjani 8, V6, NEWS и KAT-TUN. Влияние Китагавы распространилось не только на музыку, но и на сферы театра и телевидения. Считаясь одной из самых влиятельных фигур в японской индустрии развлечений, он более 40 лет фактически владел монополией на создание бойз-бэндов в Японии. Китагава также основал систему трейни для айдолов, где таланты подписывают контракт с агентством и обучаются до тех пор, пока они не будут готовы дебютировать профессионально, которая была принята другими айдол-индустриями. Сам Китагава избегал внимания общественности. Он редко позволял фотографировать себя и не появлялся на публике со своими группами. После его смерти в 2019 году состоялся концерт памяти, на котором присутствовали 154 артиста компании и другие знаменитости.
С 1988 по 2000 год Китагава был объектом ряда исков о том, что он воспользовался своим служебным положением для вступления в неподобающие сексуальные отношения с мальчиками по контракту с его агентством талантов, хотя никаких уголовных обвинений против него так и не было выдвинуто. В 2023 году, через четыре года после его смерти, его сексуальное насилие впервые было раскрыто публично после того, как в отчете был сделан вывод, что он совершал сексуальное насилие с начала 1970-х до середины 2010-х, включая изнасилование сотен мальчиков, которые были членами Johnny & Associates до их дебюта . По состоянию на 2023 год, по имеющимся данным, 478 человек заявили, что стали жертвами Китагавы, из них 325 обратились за компенсацией, и только 150 были подтверждены как сотрудники компании. Позже в том же году стало известно, что Johnny & Associates будет переименована в Smile Up, и что все, что носит название «Johnny», например, связанные компании и исполнительские группы, претерпит изменения, чтобы удалить любые следы имени Китагавы.

## Ранняя жизнь
Джон Хирому Китагава родился в 1931 году в Лос-Анджелесе, Калифорния, США, Джонни Китагава вернулся со своей семьей в Японию в 1933 году. Его отец преподобный Тайдо Китагава был буддийским священником и третьим главным епископом буддийского храма Коясан в Маленьком Токио с 1924 по 1933 год. Его старшей сестрой была Мэри Ясуко Фудзисима. Китагава преподавал английский сиротам Корейской войны для армии Соединенных Штатов. В начале 1950-х годов он вернулся в Японию, чтобы работать в посольстве Соединенных Штатов. Прогуливаясь по по парку Ëëги Токио, он столкнулся с группой мальчиков, играющих в бейсбол. Он завербовал их для создания певческой группы, выступая в качестве их менеджера. Он назвал группу «Johnnys».
Johnnys добились определенного успеха, используя новую на тот момент формулу сочетания привлекательных исполнителей, исполняющих популярную музыку, с скоординированными танцевальными номерами. Johnnys были первой полностью мужской поп-группой в Японии и задали образец, которому Китагава следовал в своих последующих выступлениях. Термин «Johnnys» стал широко применяться к любому из исполнителей, работавших на Китагаву. Одновременно он окончил Софийский университет и получил степень бакалавра в области международных исследований.

## Смерть
9 июля 2019 года Китагава скончался в больнице Токио после перенесенного 18 июня инсульта с субарахноидальным кровоизлиянием в возрасте 87. 4 сентября 2019 года в Токио Доум состоялся мемориальный концерт, на котором присутствовали 154 артиста Johnny's и другие знаменитости, включая Акико Вада и Деви Сукарно. Его тело было кремировано, а его прах был роздан нескольким людям, включая Масахиро Накаи.
После смерти Китагавы в 2019 году Johnny & Associates начали расширять доступность своих артистов. Это включало в себя открытие официального аккаунта в Twitter для себя (который делился информацией о артистах компаний, в основном на английском языке), а также различных аккаунтов артистов в социальных сетях.

## Скандал

### Обвинения, выдвинутые при жизни Китагавы
В начале 1960-х годов Китагава был обвинен в сексуальном насилии над учениками Син Гейно Гакуин, школы подготовки талантов, расположенной в районе Тосима, Токио.
В 1988 году бывший участник Four Leaves Кодзи Кита утверждал в своей книге «Дорогой Хикару Гэндзи», что Китагава сделал ему предложение и что Китагава управлял кастинговой кушеткой . В 1996 году бывший участник Johnny Jr. Дзюнъя Хирамото утверждал в своей книге «Все о Джонни», что Китагава жил в общем общежитии для мальчиков и настаивал на том, чтобы мыть им спины во время купания.
В 2001 году Shūkan Bunshun выдвинул серию аналогичных обвинений в сексуальных домогательствах наряду с утверждениями о том, что Китагава якобы заставлял мальчиков употреблять алкоголь и курить. Johnny & Associates подала в суд на Shukan Bunshun за клевету, и в 2002 году окружной суд Токио вынес решение в пользу Китагавы, присудив ему компенсацию в размере 8,8 миллионов йен. В 2003 году штраф был снижен до 1,2 миллиона йен на том основании, что обвинения в употреблении алкоголя и курении были клеветническими, в то время как заявления о сексуальных домогательствах таковыми не являлись. Китагава подал апелляцию в Верховный суд Японии. Она была отклонена в 2004 году. Это дело получило минимальное освещение в Японии, и многие журналисты приписывали его влиянию Китагавы на японские СМИ.

### Скандал с сексуальным насилием
В марте 2023 года BBC выпустила документальный фильм, посвященный обвинениям в сексуальном насилии против Китагавы, «Хищник: тайный скандал J-pop», представленный Мобином Ажаром. В ответ Johnny & Associates заявили, что они создают «прозрачные организационные структуры», о которых будет объявлено позже в этом году.
В апреле музыкант и бывший участник Johnny's Jr. Кауан Окамото заявил на пресс-конференции, состоявшейся в Клубе иностранных корреспондентов Японии, что он неоднократно подвергался сексуальному насилию со стороны Китагавы в период с 2012 по 2016 год, и призвал руководство признать факт неправомерного поведения. Окамото подсчитал, что от 100 до 200 мальчиков были приглашены в дом Китагавы во время его пребывания у Джонни, и утверждал, что когда Китагава сказал одному из своих гостей лечь спать пораньше, все поняли, что «настала твоя очередь». В ответ на пресс-конференцию Окамото Johnny & Associates опубликовали заявление, в котором говорилось, что они «продолжат свои объединенные усилия по тщательному обеспечению соблюдения всех без исключения требований и займется укреплением системы управления», но в то время компания напрямую не рассматривала обвинения. Позже в том же месяце NHK сообщила, что Johnny & Associates проводила собеседования со своими сотрудниками и специалистами и разослала деловым партнерам документ, в котором говорилось, что они изучают обвинения. В документе говорилось, что компания серьезно отнеслась к обвинениям и что их расследования до сих пор не выявили ни одного случая неправомерного поведения, добавляя, что они осознавали, что таких внутренних опросов недостаточно для раскрытия правды. После пресс-конференции 13 апреля телеканал NHK сообщил о злоупотреблениях. Это был первый телевизионный репортаж NHK о скандале.
14 мая Джули Кейко Фудзисима, племянница Китагавы и президент Johnny & Associates, принесла извинения тем, кто утверждал о сексуальном насилии со стороны Китагавы. Она добавила, что привержена осуществлению мер, направленных на удовлетворение потребностей жертв. Через два дня после того, как Johnny & Associates опубликовали свое заявление, Окамото и бывший Johnny's Jr. Ясуси Хасида вместе с Окамото посетили парламентское заседание в Национальном сейме, организованное Конституционно-демократической партией. Хасида сказал, что он примерно дважды подвергался сексуальному насилию со стороны Китагавы, когда ему было 13 лет. И Хасида, и Окамото считают, что освещение обвинений в сексуальном насилии в иностранной прессе стало ключом к тому, чтобы проложить путь для их освещения в отечественной прессе.
В июле совет ООН по правам человека расследовал злоупотребления Китагавы в агентстве. Независимое расследование, организованное Johnny & Associates, сообщило о результатах своего расследования 29 августа, заявив, что Китагава неоднократно совершал сексуальное насилие с начала 1970-х до середины 2010-х годов. 7 сентября Johnny & Associates принесло извинения после признания, что покойный основатель Джонни Китагава в течение многих лет совершал сексуальные домогательства в отношении несовершеннолетних. Президент агентства Фудзисима Джули, племянница Китагавы, сказала: «Johnny & Associates и я сама узнали, что Китагава совершал сексуальные домогательства. Я приношу свои искренние извинения пострадавшим». Фудзисима подала в отставку с поста президента агентства.